# Gönczi A. József
Gönczi A. József (? – Nagybánya, 1629 eleje) református lelkész, a Tiszántúli református egyházkerület püspöke 1618-tól haláláig.

## Életútja
1591-ben iratkozott be Debrecenben a felsőbb osztályok tanulóinak sorába és később collaboratori tisztet is vitt. Majd 1595. július 12-től a wittenbergi egyetemen folytatta tanulmányait. Visszatérve, 1596–99-ben rektor volt Nagyváradon. 1605 körül pár évig Szatmáron, 1613-ban Bihardiószegen, 1618 tájától pedig Nagybányán lelkészkedett. Ez évi november 18-án a tiszántúli egyházkerület püspökké, 1621-ben vagy 1622-ben a nagybányai egyházmegye egyszersmind esperessé választotta.
Művei azok a gyászbeszédek, amelyeket Hodászi Lukács felett 1613-ban, illetőleg Bethlen Gáborné Károlyi Zsuzsánna felett 1622. július 1-én tartott (Az „Exequiarum Caeremonialium… libelli duo” c. gyűjteményben, 1624.)